# Rhythm Generation
〈Rhythm Generation〉(일본어: リズムジェネレーション; 한국어: 리듬 제너레이션)은 TWO-MIX의 5번째 싱글이다.

## 개요
일본 TV 도쿄계 《고질라 왕국》의 오프닝 테마 노래이다. 커플링 곡인 〈Meeting on the Planet〉은 발매와 동시기에 시작한 라디오 프로그램 《RADIO TWO-MIX》의 오프닝으로 쓰였다.
또한, TWO-MIX의 싱글로서는 처음으로 타이틀에 소문자가 사용되고 있지만(킹 레코드에서 발매했던 싱글들 중에서 유일하다), 앨범에는 대문자로 되어 있다.
이 싱글은 오리콘 차트 최고 순위 9위를 기록하였다.

## 수록곡
작사，작곡，편곡：TWO-MIX
1. Rhythm Generation
2. Meeting on the Planet
3. Rhythm Generation (Original Karaoke)
4. Meeting on the Planet (Original Karaoke)

## 수록 작품
- Rhythm Generation(싱글 버전)
  - BPM 150MAX
  - BPM "BEST FILES"
  - SUPER BEST FILES 1995~1998
  - 20010101
  - Categorhythm

※앨범 "SUPER BEST FILES 1995~1998"을 제외한 앨범들에는 대문자로 표기되어 있다.
- RHYTHM GENERATION(RED MONSTER MIX)
  - BPM "DANCE ∞"
  - 20010101
  - Categorhythm

- RHYTHM GENERATION[Paris-France](클래식 오케스트라 버전)
  - Baroque Best

- Meeting on the Planet(싱글 버전)
  - BPM 150MAX
  - BPM "BEST FILES"
  - 20010101

※앨범에는 대문자로 표기되어 있다.
- Meeting On The Planet (International(English ver.))
  - BPM CUBE
  - Categorhythm

※앨범 "Categorhythm"에는 대문자로 표기되어 있다.
- Meeting On The Planet (Domestic(Japanese ver.))
  - BPM CUBE

## 같이 보기
- TWO-MIX